# Matauko
Matauko officiellement en basque ou Matauco en espagnol est un village ou contrée faisant partie de la municipalité de Vitoria-Gasteiz dans la province d'Alava dans la Communauté autonome basque.

## Démographie
| 2000 | 2001 | 2002 | 2003 | 2004 | 2005 | 2006 | 2007 |
| ---- | ---- | ---- | ---- | ---- | ---- | ---- | ---- |
| 34   | 33   | 31   | 32   | 32   | 32   | 32   | 33   |

## Voir également
- Liste des municipalités d'Alava